# Катунин, Дамир Никитович
Дами́р Ники́тович Кату́нин (10 декабря 1935, Киев — 13 января 2016, Астрахань) — российский учёный, куратор экологических проектов КаспНИРХ, кандидат географических наук, доцент, академик МАНЭБ.

## Биография
Родился 10 декабря 1935 года в Киеве. В 1957 году окончил Московский институт народного хозяйства им. Г.В. Плеханова, а в 1966 году — Ленинградский гидрометеорологический институт (инженер-океанолог). Начал работу в КаспНИРХе в 1961 году, в 1963 стал старшим научным сотрудником, в 1971 году — заведующим лабораторией гидрологии и гидрохимии. С 1983 года он заведует лабораторией водных проблем, а с 1991 года занимает должность заместителя директора по научной работе и одновременно руководит лабораторией водных проблем и токсикологии. В 1982—1983 годы Катунин руководил группой российских специалистов рыбного хозяйства в Никарагуа, а в 1994—1996 годы — в Иране, где специалистов КаспНИРХа работали в рамках Межгосударственного соглашения о научно-техническом сотрудничестве по рыбному хозяйству. На 2014 год является куратором экологических проектов.
Катунин являлся одним из ведущих специалистов по экологии дельты Волги и Каспийского моря. Он участвовал в разработке концепции управляемого рыбного хозяйства на Каспии, требований рыбного хозяйства к биогидрологическому режиму объектов, руководил разработкой гидрографов попусков воды в нижний бьеф Волгоградского гидроузла. Гидрографы в интересах рыбного хозяйства затем защищаются в Министерстве природных ресурсов РФ. Катунин руководил разработкой методик оценки ущерба запасам полупроходных и речных видов рыб, наносимого нерациональным режимом попуска воды в нижний бьеф Волгоградского гидроузла. Также оценивал ущерб заводской молоди осетровых рыб на ранних стадиях развития от хронического токсикоза.
Катунин участвовал в расчёте и обосновании конечной величины допустимого безвозвратного отъема воды из Волги, принятой Государственной экспертной комиссией, который способствовал в решении вопроса о запрещении строительства каналов «Волго-Чограй» и «Волго-Дон-2». Он создал систему мер по управлению водным режимом реки Волги, представил прогноз продуктивности Каспийского моря и низовьев Волги в условиях изменения уровня моря.
Катунин являлся членом межведомственной областной противопаводковой комиссии, вице-президентом Астраханского отделения международной Академии наук экологии и безопасности жизнедеятельности, за активное участие в работе которой он награждён медалью им. Академика Н. П. Лавёрова.
Скончался после долгой и продолжительной болезни 13 января 2016 года.

## Награды
- 1976 — Медаль «За трудовую доблесть»
- 1983 — Орден Дружбы народов
- 1985 — Медаль «Ветеран труда»
- 1995 — Нагрудный знак «Почётный работник рыбного хозяйства России»
- 1997 — Благодарность Министерства сельского хозяйства РФ (100-летие КаспНИРХа)
- 1997 — Юбилейная медаль «300 лет Российскому флоту»
- 1997 — Почетная грамота Администрации Астраханской области (100-летие КаспНИРХа)
- 2001 — Почетное звание «Заслуженный работник рыбного хозяйства Российской Федерации»[5][6]
- 2004 — Диплом лауреата премии Губернатора Астраханской области по науке и технике
- 2005 — Почетная грамота Государственной Думы Астраханской области (юбилей)
- 2007 — Почетная грамота Министерства сельского хозяйства Астраханской области (110-летие КаспНИРХа)
- 2008 — Медаль высшей пробы VIII Московского международного салона инноваций и инвестиций за "Разработку биотехники разведения гребневика Берое Овата с целью подавления численности гребневика Мнемиопсис Лейди, нанесшего значительный ущерб экосистеме Каспийского моря.
- неизвестно — Медаль им. Академика Н. П. Лавёрова.
- неизвестно — Серебряная медаль ВДНХ
- неизвестно — Почетный диплом Межгосударственного Совета по гидрометеорологии СНГ за лучшие научно-исследовательские опытно-конструкторские работы.
- неизвестно — Медаль «В ознаменование 100-летия со дня рождения Владимира Ильича Ленина»

## Публикации
Он автор более 250 научных работ, а также автор монографий и соавтор 11 коллективных монографических работ. Из наиболее важных и значимых работ стоит отметить участие Катунина Д. Н. в монографиях «Каспийское море. Гидрология и гидрохимия» (1986), «Научные основы устойчивого рыболовства и регионального распределения промысловых объектов Каспийского моря» (1998); «The Caspian Sea Environment» (Авторы: A.N.Kosarev, A.G.Kostianoy — 2005), «The Handbook of Environmental Chemistry. Vol. 6: Water Pollution» (2005), «Экологические мониторинговые исследования на лицензионном участке «Северный» ООО «Лукойл-Нижневолжскнефть» (2007). За монографию «Гидрометеорология и гидрохимия морей», том VI — «Каспийское море», выпуск 1 «Гидрометеорологические условия» (1992) и выпуск 2 «Гидрохимические условия и океанологические основы формирования биологической продуктивности» (1996) Катунин Д. Н. получил в числе её авторов почетный диплом СНГ в области гидрометеорологии. Последняя монография: «Гидроэкологические основы формирования экосистемных процессов в Каспийском море и дельте р. Волги» (2014).